# Pilophorus cinnamopterus
Pilophorus cinnamopterus is een wants uit de familie van de blindwantsen (Miridae). De soort werd het eerst wetenschappelijk beschreven door Carl Ludwig Kirschbaum in 1856.

## Uiterlijk
De zwartbruine, gedeeltelijk oranjebruine wants kan 4 tot 5 mm lang worden en is altijd langvleugelig. De kop, halsschild en het scutellum zijn donkerbruin. Het lichaam heeft witte dwarsstrepen, één net achter het schildje (scutellum) die onderbroken wordt in het midden door de clavus en één doorlopende witte dwarslijn voorbij het midden. Na deze dwarsstreep is het lichaam donkerder. Op de uiteinden van de voorvleugels (cuneus ) zit een witte vlek. Van de antennes zijn de eerste twee geelbruin, de top van segment twee is iets verdikt, vanaf de top van het tweede segment zijn de antennes donkerder. Het derde segment is geel aan het begin en het vierde is aan het begin grotendeels wit. De steeksnuit wordt meestal onder het lichaam gehouden en reikt tot het begin van de middelste poten.

## Leefwijze
De aan het einde van de zomer afgezette eitjes komen na de winter uit en de wolwassen dieren worden van begin juni tot in oktober gevonden op dennen, zwarte den (Pinus nigra), bergden (Pinus mugo), grove den (Pinus sylvestris) en soms op spar (Picea) en zilverspar (Abies). Ze zuigen daar aan naalden en knoppen en soms vangen ze takluizen (Lachnidae).
De soort kent één generatie per jaar.

## Leefgebied
In Europa, Azië tot in Siberië en Mongolië komt deze soort voor op vrijstaande dennen en in dennenbossen.
Hij is ook terecht gekomen in Noord-Amerika en in Nederland is de soort algemeen.